# 不能犯
不能犯（ふのうはん）とは、刑法学上の概念の一つで、行為者が犯罪の実現を意図して実行に着手したが、その行為からは結果の発生は到底不可能な場合をいう。ドイツ刑法学にならって不能未遂ということもあるが、日本の刑法学では不能犯というのが一般的である。

## 概説
不能犯では犯罪的結果の発生は意図しているが、その行為の性質上当該結果を発生させることがない。不能犯の例として、呪詛などの迷信犯（丑の刻参りなどの呪術を行い、人を呪い殺そうとする行為）があげられる。他人を殺害する目的で呪術を行っても、呪術によって人を実際に殺すことは明らかに不可能だからである。
不能犯は結果発生の危険もないため未遂犯にもならない。
ラテン語にはImpotentia excusat legem（不能は法律の適用を免れさせる）という法諺がある。
日本の現行の刑法に不能犯を不可罰とする明文規定は置かれていないが、判例も学説もその存在を認めている。硫黄粉末を飲食物などに混ぜて毒殺しようとした事例につき、殺人については不能犯であるとして傷害罪にとどめた判決がある（大審院大正6年9月10日判決刑録23輯999頁）。少量の硫黄には致死性の毒性はないからである。
なお、イタリア刑法では不能犯に対し保護処分に付すことができるとしている。

## 不能犯の本質
不能犯の本質については不可罰的な未遂であるとする説もあるが、通説では構成要件的結果をもたらす危険性を欠く行為であるとする。

## 未遂犯との境界
未遂犯と不能犯の区別の基準（不能犯が不可罰となる根拠）については学説上の対立がある。学説は客観説と主観説に大別される。

### 客観説

#### 相対的不能・絶対的不能説
事後的・客観的にみて行為者の客体または手段の性質から、一般的に犯罪が実現しえない場合（絶対的不能）には不能犯、具体的事情の下で犯罪が実現しえない場合（相対的不能）には未遂犯であるとする学説。フォイエルバッハ以来の学説であり、ドイツ刑法学では「古い客観説」と呼ばれている。
絶対的不能と相対的不能は判断の対象の取り方によって逆の結論となることがあり、客体に関する不能と手段に関する不能の区別も曖昧であるとの批判がある。

#### 具体的危険説
行為の時点で行為者が特に認識していた事情と一般人であれば認識し得た事情をもとに、客観的に事後的に犯罪実現の危険の有無を判断し、結果が発生しうる状況が認められるときは具体的危険を生じていたとみて未遂犯、そうでないときは不能犯であるとする学説。リストが提唱した学説でありドイツ刑法学では「新しい客観説」と呼ばれている。
具体的危険説はドイツでの有力説であり日本では通説となっている。日本の判例は相対的不能・絶対的不能説を主流としていたが（昭和25年8月31日最高裁判決刑集4巻9号1593頁など）、（特に客体の不能について）具体的危険説を基調とするものに推移したとされている（昭和51年3月16日最高裁判決刑集30巻2号146頁など）。

#### 印象説
ドイツの学説で、一般人に対して法秩序の侵害にあたるとの印象を与え、法秩序の実効性に対する意識に衝撃を加えているとみられる行為があったときは未遂犯にあたるとするが、適用の結果は具体的危険説とほぼ同様とされる。

#### 定型説
構成要件にあてはまるだけの定型性を持つかどうかという基準に立ち、なるべく形式的に判断をしようとする立場。構成要件に該当すれば未遂となり、該当しなければ不能犯となる。小野清一郎や団藤重光らが主張した立場である。
適用の結果は具体的危険説とほぼ同様だが、結果発生に対する危険の認識について基準が明確でないとの批判がある。

#### 客観的危険説
結果無価値論の立場から、行為時に存在したすべての事情を基礎に、結果発生の危険性を事後的・科学的に判断し、危険性が絶対的にない場合を不能犯とする学説。

### 主観説

#### 純主観説
いやしくも犯罪的意思をもって行為を行った以上は結果に関わらず未遂犯が成立するという学説。純主観説の理論では不能犯が成立する余地がなくなるが、純主観説でも迷信犯については超自然力に依頼するもので例外的に犯罪は成立しないとしている。
純主観説はドイツでは有力説であり、ドイツの判例も純主観説を採用しているとされる。
主観説に対しては行為者の危険性に偏重しており、特に純主観説に対しては迷信犯を例外としていることからも理論の不合理さを認めるものとの批判がある

#### 抽象的危険説（主観的危険説）
行為者が行為時に認識した事情をもとに一般的・客観的に結果発生のおそれがあったか否かを判断し、危険があれば未遂犯、危険がなければ不能犯であるとする学説。行為者の認識した事情を基礎としつつ、一般的見地から対象を絞り込もうとする特徴がある。
抽象的危険説に対しても行為者の主観面に偏重しており、不能犯の問題は故意という主観的な問題ではなく、行為（実行行為の危険性）という客観的な問題であるという批判がある。